# Pantera nebulosa
La pantera nebulosa (Neofelis nebulosa) és una de les dues espècies de fèlids del gènere Neofelis. Arriba a fer de 60 a 110 cm de llargada i pesa d'11 a 20 kg en el cas de les femelles i fins a 65 kg en el cas dels mascles. El seu hàbit és viure dalt dels arbres. El seu pelatge és suau i està atapeït de grans taques irregulars amb la vora negra i l'interior bru cosa que li serveix de camuflatge. A vegades també duu ratlles negres. El seu epítet específic (nebulosa) es deu la forma semblant a un núvol de les seves taques. A la Xina en diuen «lleopard de la menta» perquè les taques recorden la forma de la fulla de la menta.
Es tracta d'un predador de gran potència que acostuma a caçar de nit. És capaç de matar un cérvol, per bé que acostuma a alimentar-se de mamífers més petits. Es considera extinta a Taiwan.

## Hàbitat i subespècies

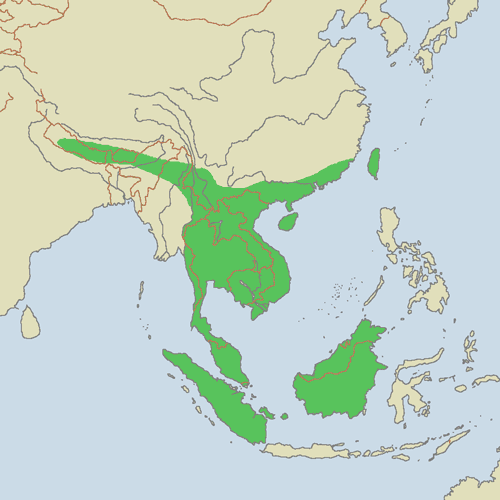
Zona de distribució original

La pantera nebulosa viu en boscs tropicals i subtropicals de l'est de l'Índia, sud de la Xina, Myanmar, Indoxina, Sumatra i Borneo.
Es troba tant a les planes baixes pantanoses o manglars com a muntanya per sobre de 2.000 msnm.
Subespècies: 
- N. n. macrosceloides
- N. n. nebulosa
- N. n. brachyurus